# Teit Samsø
Teit Samsø (født 15. januar 1982 i Holeby på Lolland) er en dansk skuespiller og sanger.
Samsø blev født og voksede op i Holeby på Lolland, gik i Holeby Skole og siden på HHX i Nykøbing Falster. Senere blev han uddannet skuespiller og sanger på Det Danske Musicalakademi i Fredericia. Han har blandt andet medvirket i musicalopsætningen af Aladdin, Bent Fabricius Bjerres teaterkoncert Jukebox, Hair på Østre Gasværk Teater og i den Reumert-Pris-vindende Tarzan på Fredericia Teater.
Samsø har været sanger i Wallmans i Cirkusbygningen i 3 år. I 2017/18 spillede han på skift begge hovedroller som Rasmus Seebach og Tommy Seebach i Seebach - the Musical. Derudover medvirkede han i I Love It - in Concert.
I 2019 deltog han som solist med sangen "Step it Up" i Dansk Melodi Grand Prix men han gik ikke videre til superfinalen.

## Teater
- 2018/19 Tarzan - the Musical (Kerchak), Fredericia Teater
- 2017/18 Seebach - the Musical (Tommy Seebach), Fredericia Teater
- 2017 I Love It - in Concert (Harvey), Musikkens Hus
- 2017 Saturday Night Fever (Joey), One and Only Company
- 2016 Cirkus Psyshow (Buzoo), Amfiteatret
- 2013-16 Wallmans (Solist), Cirkusbygningen
- 2013 Aladdin - the Musical (Babkak), Operaen
- 2013 Jukebox (Diverse), Glassalen
- 2012 Hair (Berger, Walter), Østre Gasværk Teater
- 2012 Evita (Ensemble), Holstebro Musikteater
- 2011 Guys and Dolls (Sky Masterson), Palsgaard Sommerspil
- 2010 High School Musical 2 (Chad), Fredericia Teater
- 2009 Les Misérables (Combeferre), Det Ny Teater

## Diskografi

### Singler
- Step it up (2019)
- Dannebrog (2019)